# غالينا جايدا
غالينا جايدا (الروسية: Гайда, Галина) هي عداءة سريعة روسية، ولدت في 28 فبراير 1936.

## وصلات خارجية
- غالينا جايدا على موقع الاتحاد الدولي لألعاب القوى (الإنجليزية)
- غالينا جايدا على موقع اللجنة الأولمبية الدولية (الإنجليزية)
- غالينا جايدا على موقع أوليمبيديا (الإنجليزية)